# Rap fyr i L.A.
Rap fyr i L.A. (originaltitel: The Fresh Prince of Bel-Air ) var en amerikansk sitcom-komedieserie, der handler om Will Smiths fiktive liv og hans familie, som han bor sammen med i Bel-Air i Californien. Serien løb fra 1990 til 1996 på NBC. Will kommer fra West Philadelphia og bliver sendt til sine rige slægtninge. De skal forsøge at hjælpe ham på rette vej i livet, hvilket ikke er en enkel opgave. Vi ser efterhånden at Will påvirker familien Banks, ligeså meget som de prøver at påvirke ham. Der blev produceret 148 afsnit over 6 sæsoner. 
Serien var med til at give Will Smith sit gennembrud som skuespiller.
Den blev vist i Danmark i 1990'erne.

## Rollefigurer
- Will Smith – Will Smith
- James Avery – Philip Banks (Wills onkel)
- Alfonso Ribeiro – Carlton Banks (Wills fætter)
- Karyn Parsons – Hilary Banks (Wills kusine)
- Tatyana Ali – Ashley Banks (Wills kusine)
- Joseph Marcell – Geoffrey (butler)
- Janet Hubert-Whitten – Vivian Banks (1990-1993)
- Daphne Reid – Vivian Banks (1993-1996)

## Gæsteoptrædener
Serien havde mange gæsteoptrædener af "kendisser" gennem hele seriens forløb, bl.a. Donald Trump.
| Kendis               | Episode               | Noter |
| -------------------- | --------------------- | --- |
| Rev. Jesse Jackson   | Sæson 1, Episode 2    | Sig selv.                                                                                                  |
| Richard Roundtree    | Sæson 1, Episode 3    | Dr Mumford, father of Will's love interest. Also played Rev. Sims in Season 6.                             |
| Don Cheadle          | Sæson 1, Episode 5    | Ice Tray, Will's best friend from Philly.                                                                  |
| Bo Jackson           | Sæson 1, Episode 9    | Sig selv.                                                                                                  |
| Heavy D              | Sæson 1, Episode 9    | Sig selv.                                                                                                  |
| Malcolm-Jamal Warner | Sæson 1, Episode 9    | Eric. |
| Quincy Jones         | Sæson 1, Episode 9    | Sig selv.                                                                                                  |
| Al B. Sure           | Sæson 1, Episode 9    | Sig selv.                                                                                                  |
| Kadeem Hardison      | Sæson 1, Episode 9    | Sig selv.                                                                                                  |
| Naomi Campbell       | Sæson 1, Episode 10   | Helen, Geoffrey's date on his birthday.                                                                    |
| Isiah Thomas         | Sæson 1, Episode 11   | Sig selv.                                                                                                  |
| Evander Holyfield    | Sæson 1, Episode 15   | Sig selv.                                                                                                  |
| Jasmine Guy          | Sæson 1, Episode 21   | Kayla Samuels, Will's girlfriend.                                                                          |
| Tevin Campbell       | Sæson 1, Episode 24   | Little T, Teen idol.                                                                                       |
| Queen Latifah        | Sæson 1, Episode 25   | Marissa Redman, Hilary's Boss. Also played "Dee Dee" in season 2.                                          |
| Zsa Zsa Gabor        | Sæson 2, Episode 10   | Sonya Lamor, Uncle Phill's celebrity client.                                                               |
| Bell Biv Devoe       | Sæson 2, Episode 11   | Dem selv.                                                                                                  |
| Brandon Quintin      | Sæson 2, Episode 12   | Bryan, Ashley's friend. He returns as Bryan in season 4.                                                   |
| Milton Berle         | Sæson 2, Episode 18   | Max Lakey, Will's hospital roommate.                                                                       |
| Riddick Bowe         | Sæson 3, Episode 3    | Sig selv.                                                                                                  |
| Sherman Hemsley      | Sæson 3, Episode 6    | Judge Carl, Uncle Phill's rival.                                                                           |
| Oprah Winfrey        | Sæson 3, Episode 9    | Sig selv.                                                                                                  |
| Vanessa Williams     | Sæson 3, Episode 11   | Danny Mitchell, Will's idol.                                                                               |
| Kim Fields           | Sæson 3, Episode 17   | Monique, Will's girlfriend.                                                                                |
| Tom Jones            | Sæson 3, Episode 18   | Sig selv.                                                                                                  |
| DL Hughley           | Sæson 3, Episode 22   | Keith Campbell, Will's comedian friend from Philly.                                                        |
| Tyra Banks           | Sæson 4, Episodes 1-2 | Jacqueline/Jackie.                                                                                         |
| Hugh Hefner          | Sæson 4, Episode 9    | Sig selv.                                                                                                  |
| Robin Quivers        | Sæson 4, Episode 12   | Judith, one of the ghosts playing cards.                                                                   |
| Boyz II Men          | Sæson 4, Episode 13   | Dem selv.                                                                                                  |
| Branford Marsalis    | Sæson 4, Episode 14   | Sig selv. Also plays "Duane" a repair man in the same season.                                              |
| Stacey Dash          | Sæson 4, Episode 17   | Michelle Michaels .                                                                                        |
| Robert Guillaume     | Sæson 4, Episode 19   | Pete Fletcher, Will's boss.                                                                                |
| Ben Vereen           | Sæson 4, Episode 24   | Lou Smith, Will's father.                                                                                  |
| Donald Trump         | Sæson 4, Episode 25   | Sig selv.                                                                                                  |
| Marla Maples         | Sæson 4, Episode 25   | Sig selv.                                                                                                  |
| Dick Clark           | Sæson 4, Episode 26   | Sig selv.                                                                                                  |
| Quincy Jones         | Sæson 5, Episode 1    | Sig selv.                                                                                                  |
| Kareem Abdul Jabbar  | Sæson 5, Episode 6    | Sig selv.                                                                                                  |
| Don Cornelius        | Sæson 5, Episode 8    | Sig selv.                                                                                                  |
| Ken Griffey Jr.      | Sæson 5, Episode 9    | Sig selv.                                                                                                  |
| Jay Leno             | Sæson 5, Episode 10   | Sig selv.                                                                                                  |
| Isaac Hayes          | Sæson 5, Episode 18   | The Minister, who happens to be an Issac Hayes impersonator, assigned to officiate Will's express wedding. |
| Robin Givens         | Sæson 5, Episode 23   | Denise, Will's love interest.                                                                              |
| Chris Rock           | Sæson 6, Episode 2    | Maurice, a famous actor. Also plays Maurice's sister in the same episode.                                  |
| B. B. King           | Sæson 6, Episode 4    | Pappy, the bar's blues player.                                                                             |
| Jaleel White         | Sæson 6, Episode 7    | Derek, Ashley's boyfriend.                                                                                 |
| Wayne Newton         | Sæson 6, Episode 8    | Sig selv.                                                                                                  |
| Regis Philbin        | Sæson 6, Episode 21   | Sig selv.                                                                                                  |
| William Shatner      | Sæson 6, Episode 22   | Sig selv.                                                                                                  |
| Conrad Bain          | Sæson 6, Episode 24   | Phillip Drummond (Diff'rent Strokes)                                                                       |
| Gary Coleman         | Sæson 6, Episode 24   | Arnold Jackson-Drummond (Diff'rent Strokes)                                                                |
| Marla Gibbs          | Sæson 6, Episode 24   | Florence Johnston (The Jeffersons)                                                                         |
| Sherman Hemsley      | Sæson 6, Episode 24   | George Jefferson (The Jeffersons)                                                                          |
| Isabel Sanford       | Sæson 6, Episode 24   | Louise Jefferson (The Jeffersons)                                                                          |